# Maria Elisa Tozzi
Maria Elisa Tozzi (Roma, ...) è una pianista italiana.

## Formazione
Iniziato lo studio del pianoforte a sette anni, a dieci è entrata nel Conservatorio Santa Cecilia di Roma e ad undici anni ha vinto il primo premio al concorso nazionale "Piccoli concertisti", indetto dalla Cassa di Risparmio. Si è diplomata in pianoforte sotto la guida di Rina Rossi e si è perfezionata nello stesso strumento con Renata Borgatti a Roma e con Carlo Zecchi a Salisburgo. Ha studiato, inoltre, composizione con Alfredo De Ninno e musica da camera con Guido Agosti ed Enrico Mainardi.

## Attività concertistica
Ha svolto un'intensa attività concertistica come solista e in orchestra da camera, suonando con Franco Barbieri, Fulvio Montanaro, Nikolaij Ikonomov, Giuseppe Selmi, Radu Aldulescu, Irene Oliver, il "Quartetto Ceciliano" e in duo con il percussionista, compositore e direttore d'orchestra Helmut Laberer. Nel 1965 ha preso parte all'esecuzione di “Nozze” di Igor' Fëdorovič Stravinskij al Teatro Olimpico di Roma per la Filarmonica Romana diretta da Pierre Boulez, esecuzione ripetuta al Festival di Venezia al Teatro La Fenice con la direzione di Daniele Paris. È stata la prima interprete nazionale del Secondo concerto di Pëtr Il'ič Čajkovskij eseguendolo, nel 1963, all'Auditorium della Rai di Roma con l'orchestra diretta da Armando La Rosa Parodi, (esecuzione ripetuta successivamente con Ferruccio Scaglia) e anche prima interprete nazionale del Concerto in sol minore di Ignaz Moscheles con l'orchestra della RAI di Milano diretta da Franco Caracciolo. Con l'Orchestra Alessandro Scarlatti della RAI di Napoli, diretta da Pietro Argento, ha interpretato il Concerto in re maggiore di Franz Joseph Haydn. Dal 1968 al 1973 ha suonato come solista in 22 concerti con la Wiener Kammerorchester diretta da Carlo Zecchi, eseguendo il concerto in Re di Haydn e KV 413 e KV 271 di Wolfgang Amadeus Mozart: (a Roma al Chiostro dei Genovesi, alla Reggia di Caserta, al Teatro di Capua, al Teatro Verdi di Salerno, alla Filarmonica Laudamo di Messina, al teatro di Reggio Calabria, al Teatro Biondo di Palermo). Ha effettuato numerose, ripetute tournée in vari Paesi del mondo. È stata invitata dalla Costa Armatori a partecipare per ben quattro volte al giro del mondo fino in Cina, esibendosi in numerosi concerti.
Nel 1970 ha fondato l'associazione “Filarmonica di Capua”, con la quale ha tenuto regolari stagioni concertistiche fino al 1975.
È stata ispiratrice e prima interprete di Klangbilder, sonata classica per pianoforte e percussioni, del compositore tedesco Helmut Laberer e, nel 1975 sempre in duo con Laberer ha partecipato alla prima esecuzione assoluta nella versione per pianoforte, percussioni e orchestra al Teatro Massimo di Palermo diretta da Rudolf Alberth che, a seguito del successo strepitoso ottenuto a Palermo, ha voluto riproporre il concerto a Monaco di Baviera con l'Orchestra Sinfonica della Bayerischer Rundfunk.
Al "Festival internazionale del '900 a San Juan (Argentina) Maria Elisa Tozzi è stata accolta trionfalmente dal pubblico argentino eseguendo il Terzo concerto di Sergej Prokof'ev con l'Orchestra del Teatro Colón, diretta da Jorg Fontenla.
Stessa accoglienza, nella seconda parte del concerto, ha avuto il duo nell'esecuzione della "Suite Panamericana" di Helmut Laberer.
Il 30 novembre 1996, la Suite Panamericana di Helmut Laberer nella versione per pianoforte, percussioni e orchestra, è stata eseguita con successo nella Sala Nervi alla presenza di Papa Giovanni Paolo II.

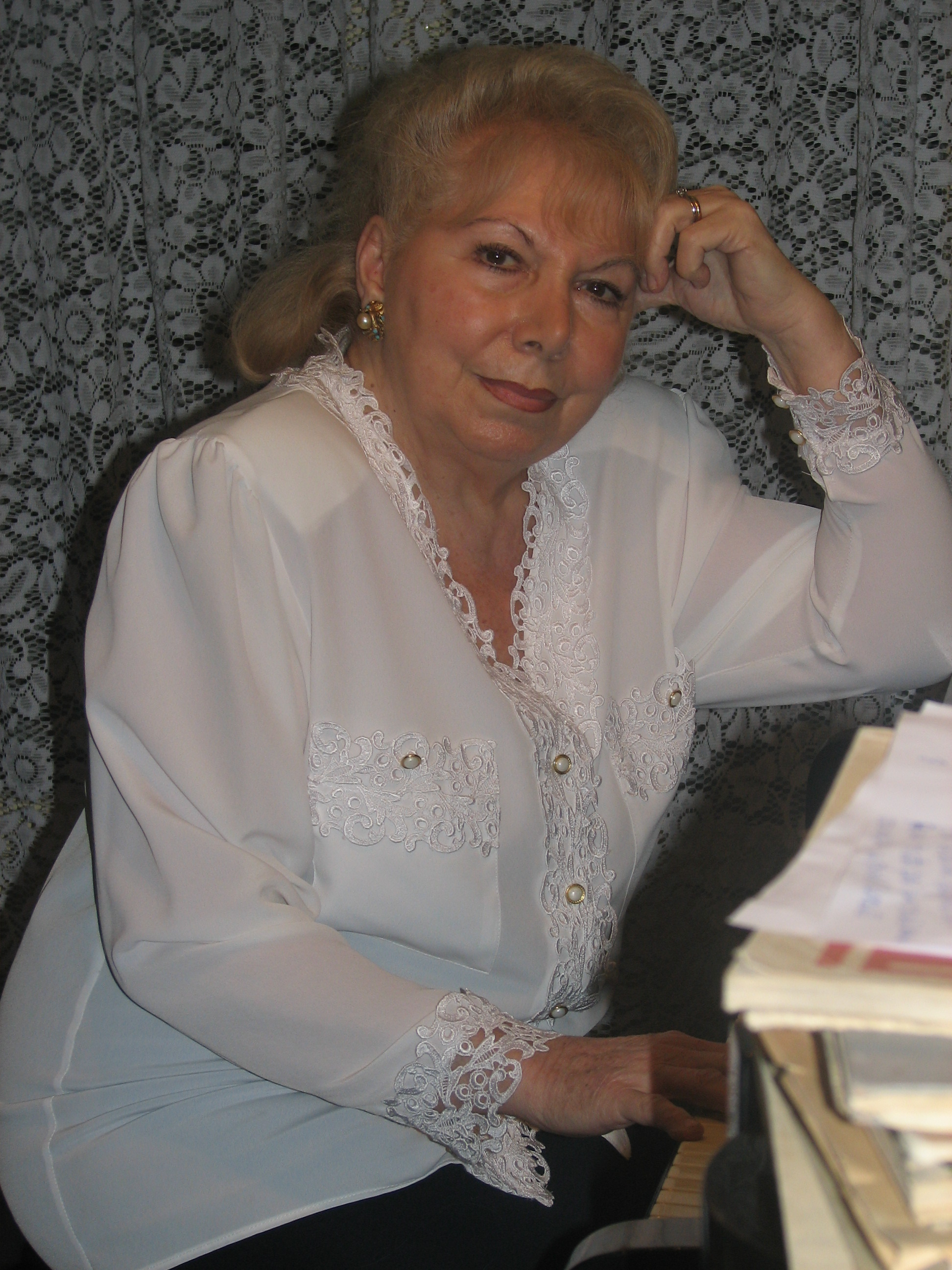
Maria Elisa Tozzi al suo pianoforte.

### Riconoscimenti
- 1978 il "Sagittario d'oro", proposto dal presidente dell'Accademia di Santa Cecilia di Roma, M° Mario Zafred.
- 1979 il "Premio della Popolarità" al Teatro Sistina di Roma.
- 1980 la "Velca d'oro".
- 1985 il "Premio Adelaide Ristori" presso la protomoteca del Comune di Roma.
- 1996 il "Premio Foyer des Artistes" presso l'Aula magna dell'Università di Roma.
- 2003, il "Premio Ignazio Silone" a Sulmona.

Le hanno dedicato composizioni diversi musicisti (Sergio Cafaro, Alfredo De Ninno, Franco Ferrara, Claudio Gregorat, Helmut Laberer, Franco Mannino, Virgilio Mortari, Gerardo Rusconi, Mario Zafred).

## Attività didattica e di promozione musicale
Ha svolto attività didattica come insegnante di pianoforte principale dal 1968 al 1972 presso il Conservatorio Alessandro Scarlatti di Palermo e dal 1973 al 1994 al Conservatorio Santa Cecilia di Roma.
Nel 1976 è stata tra i fondatori della scuola di musica del Vaticano “Tommaso Ludovico Da Victoria”, tenendovi corsi di perfezionamento fino al 1987.
Dal 1982 Editore - Direttore della rivista Il Mondo della Musica, nella quale ha tenuto la rubrica Riflettore sui giovani e pubblicando annualmente i migliori diplomati dell'anno.
Nel 1986 ha fondato l'associazione “Il Mondo della Musica –Roma 2000” con la quale ha organizzato fino al 1995 il concorso internazionale "Premio Carlo Zecchi' per pianisti, direttori d'orchestra e musica da camera.
Nel 1985 è stata direttore artistico dei concerti di musica da camera dell'"Associazione musicale romana" e del "Salotto del mondo della musica” presso il Café Notegen.
Nel 2003 ha organizzato in collaborazione con il conservatorio Santa Cecilia il concorso di composizione “Helmut Laberer” per strumenti a percussione e nel 2004 sempre in collaborazione con “S. Cecilia” un convegno per i 100 anni dalla nascita di Carlo Zecchi.